# Damas-aux-Bois
Damas-aux-Bois è un comune francese di 276 abitanti situato nel dipartimento dei Vosgi nella regione del Grand Est.

## Società

### Evoluzione demografica
Abitanti censiti